# Desxiframent

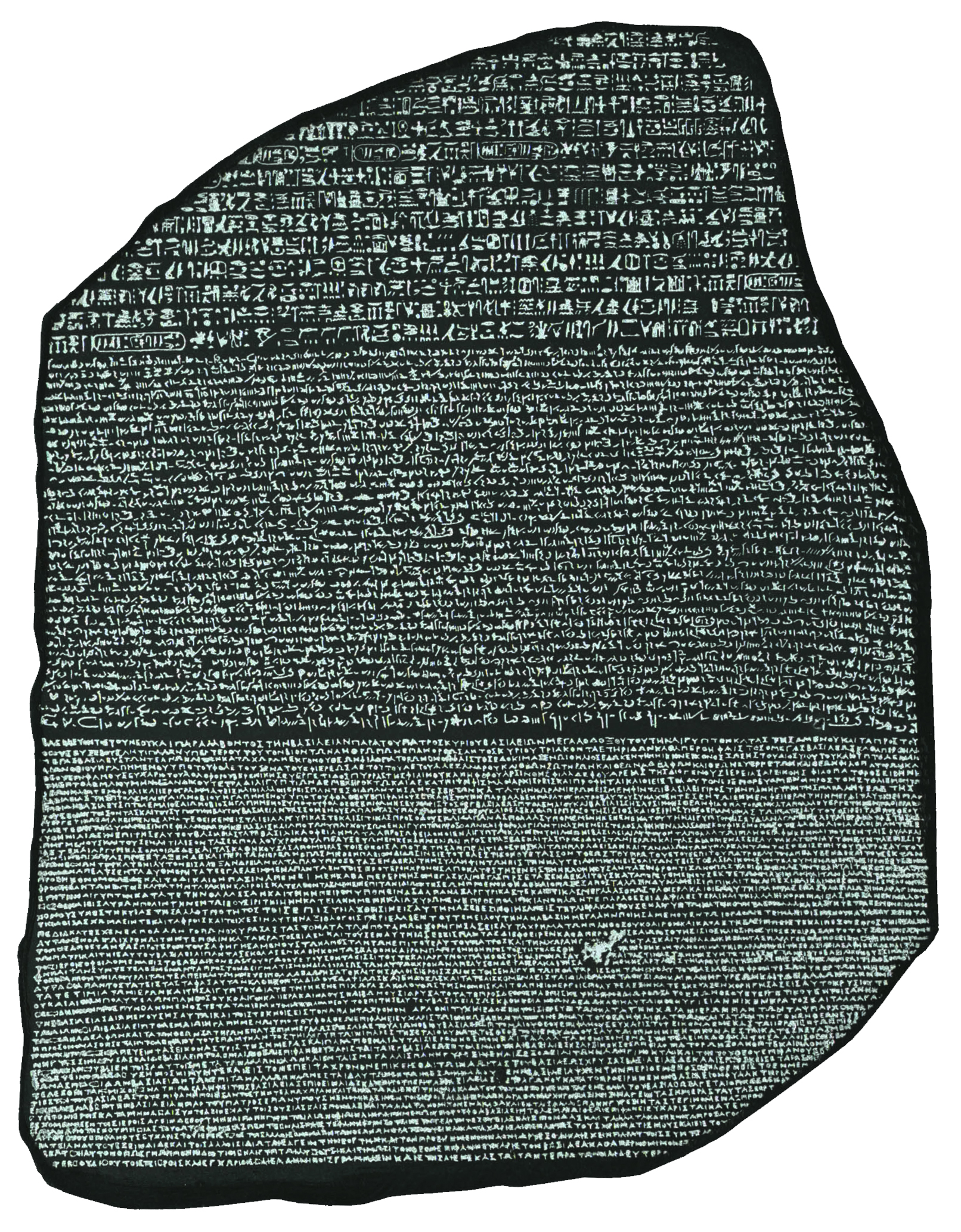
La Pedra de Rosetta, del Museu Britànic, va servir a Jean-François Champollion per poder desxifrar l'escriptura jeroglífica egipciana.

El desxiframent és un conjunt de tècniques d'anàlisi de codis que permet conèixer i interpretar tota o part de la informació expressada mitjançant un codi desconegut (és a dir, un codi les regles de codificació convencionals són desconegudes). El procés és diferent al de descodificació ja que en aquest cas generalment hi ha un conjunt de regles explícites o implícites que permeten interpretar el codi. El desxiframent inclouria el descobriment d'aquestes regles de descodificació per obtenir missatges amb sentit a partir de codis desconeguts. El cas més comú de desxiframent es refereix a codis lingüístics, que es coneix com a desxiframent lingüístic.
El desxiframent comparteix alguns trets comuns amb el criptoanàlisi convencional. El terme desxiframent apareix sobretot en lingüística i criptografia, encara que també en genètica (en particular als treballs relacionats amb el genoma o ADN de les espècies vives).

## Desxiframent lingüístic
El desxiframent lingüístic d'un codi sol involucrar dos passos diferents:
- Interpretació de l'escriptura en termes fonològics, és a dir, fer llegibles les escriptures, a partir dels originals.
- Interpretació gramatical d'una escriptura llegible. Això es fa bàsicament usant llengües emparentades, bé mitjançant inscripcions bilingües o menys usualment mitjançant comparació interna.[5]

Per a molts documents epigràfics de llengües antigues ha estat possible completar el primer pas, resultant les inscripcions llegibles amb bastant aproximació, tot i que la gramàtica de la llengua llegida d'aquesta manera no és interpretable pel fet que desconeixem gairebé tot sobre la gramàtica de la llengua en que van ser escrits aquests textos.

## Fites del desxiframent

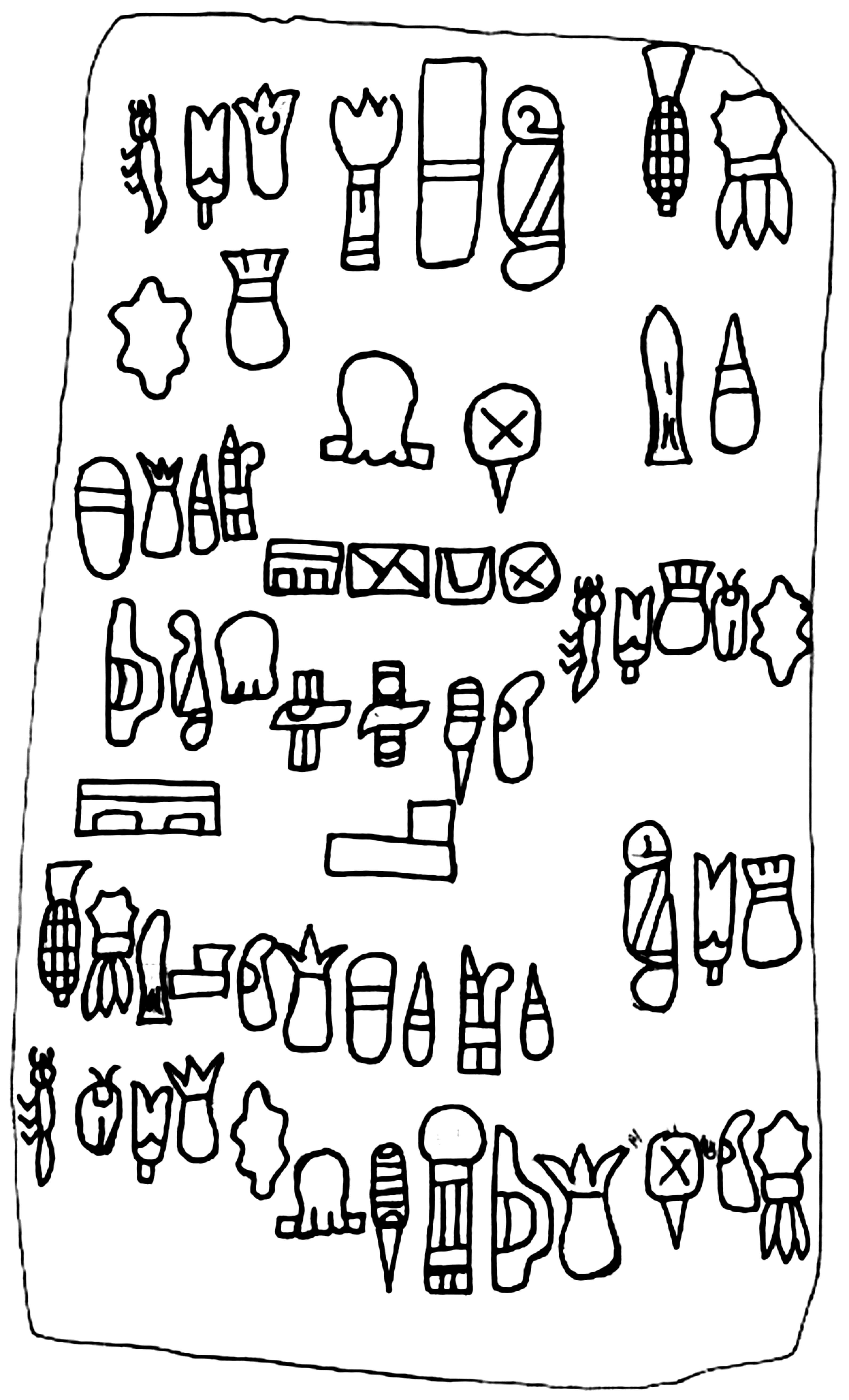
Document epigràfic en escriptura olmeca, recentment desxifrada.

Algunes de les escriptures importants que han estat completament desxifrades per a les que hi ha interpretació de l'escriptura i la gramàtica són les cuneïforme, jeroglífica, kharosthi, Lineal B, maia i olmeca. Altres escriptures de les que existeixen desxiframents parcials o polèmics són les Lineal A, de la vall de l'Indo (trobada en Harappa), ibèrica (es coneix el valor fonètic no el significat) i tartèssia (es coneix el valor fonètic no el significat).
Per la seva banda, són objectes famosos del món del desxiframent la Pedra de Rosetta, el Còdex Rohonczi, el Manuscrit Voynich, el Disc de Festos i la Inscripció de Behistun.

### Grans desxifradores
Els següents són alguns dels més cèlebres desxifradors de la història:
- Jean-François Champollion. Entre 1822 i 1824 va estudiar l'escriptura jeroglífica egípcia i va aconseguir les primeres lectures a partir del copte.
- Georg Friedrich Grotefend. Inicialment va publicar obres sobre la llengua i escriptures de l'osc i l'umbre, però el major èxit ho va obtenir en els anys 1830 amb el desxiframent de l'escriptura cuneïforme persa.
- Bedřich Hrozný. Entre 1915 i 1917 va desxifrar els jeroglífics hitites desxifrant també la llengua com una nova llengua indoeuropea.
- Yuri Knorosov. A principi dels anys 1950 va la base per al desxiframent de l'escriptura maia.
- Michael Ventris. Entre 1951 i 1953 va estudiar l'escriptura coneguda com a lineal B i va aconseguir atribuir sons als diferents signes, resultant que aquesta escriptura no era altra cosa que un sistema sil·làbic per transcriure grec micènic.

### Escriptures no-desxifrades
Hi ha un nombre significatiu d'escriptures no desxifrades o insuficientment conegudes com per identificar el contingut de les mateixes o la llengua en què estan escrites. Una llista d'aquestes escriptures inclou:
- Elamita lineal (anomenat freqüentment proto-elamita), apareix testimoniat per primera vegada en el IV mil·lenni a. C. en la mateixa regió on posteriorment va aparèixer documentat el elamita cuneïforme, presumiblement aquesta escriptura s'hauria emprat inicialment per al idioma elamita, però com que l'escriptura no està desxifrada no pot assegurar-se.
- Escriptura de l'Indo documentada entre mitjans del III mil·lenni a. C. i mitjans del II mil·lenni a. C.. ha existit molta discussió sobre el contingut d'aquestes inscripcions i la llengua en què poguessin estar escrites, es considera que els candidats més probables són una forma d'dravídico o una forma primerenca de indoario.
- Escriptures de Creta: 
  - Jeroglífic cretense testimoniat entre el 2000 a. C. i el 1600 a. C., de naturalesa pictogràfica i usat en segells de pedra, es creu que podria tractar-se d'un sil·labari.
  - Escriptura del disc de Festo testimoniat en una única inscripció, el disc de Festo, encara que en diverses ocasions s'ha proclamat que l'escriptura havia estat descrifado cap d'aquestes propostes ha guanyat acceptació general.
  - Lineal A, els documents se solapen en el temps amb el jeroglífic cretenc. Sembla que alguns signes del lineal A es basen en el jeroglífic cretenc. Al seu torn l'escriptura lineal A va ser l'origen històric d'una escriptura desxifrada: el lineal B usat per escriure el grec micènic. Se suposa que després lineal A podria estar l'minoic, la llengua no-indoeuropea prehelénica de Creta.
- Escriptures de Xipre: 
  - Chipro-minoic arcaic, és el nom donat a l'escriptura usada en una única inscripció datada cap a 1500 a. C., aquesta escriptura presenta similituds en les escriptures no desxifrades de Creta, d'aquí el nom chipro-minoic.
  - Chipro-minoic I, aquesta escriptura està testimoniada entre els segles XVI a. C. i XII a. C. aquesta escriptura sembla haver estat el model en què es va basar el sil·labari grec de Xipre.
  - Chipro-minoic II, és un tipus d'escriptura diferent de l'anterior usada durant el segle xiii aC en documents trobats al jaciment arqueològic de Enkomi.
  - Chipro-minoic III, datat cap al segle xiii aC, originalment trobat a Xipre sembla procedir de fet de l'antiga ciutat siriana de Ugarit.